# Norbert Wolf (Sportfunktionär)

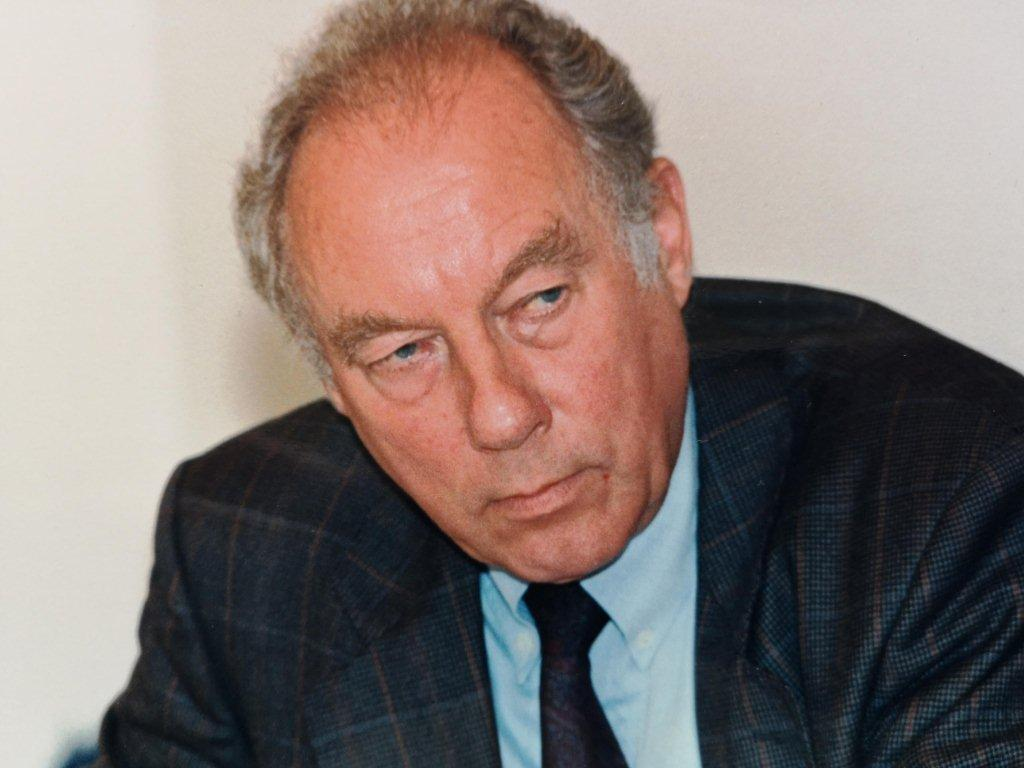
Norbert Wolf in den 80er-Jahren

Norbert Wolf (* 4. September 1933 in Husum) war Generalsekretär des Deutschen Tischtennis-Bundes (DTTB/1982–1990), des Deutschen Sportbundes (DSB/1990–1994), der Deutschen Olympischen Gesellschaft (DOG/1994–1998) und der Gemeinschaft Deutscher Olympiateilnehmer (GDO/1994–1998). Ehrenamtlich war er Präsident der European Non-Governmental Sports-Organization (ENGSO), des Verbands der nationalen Dachorganisationen des Sports in Europa (1992–1995).

## Leben
Norbert Wolf studierte nach dem Abitur an der Husumer Hermann-Tast-Schule (1954) Germanistik und Sport an der Universität Marburg (Staatsexamen 1961) und unterrichtete dann Deutsch und Sport an Gymnasien in Gütersloh, Bielefeld und Detmold (1961–1965). 1965 holte ihn der Deutsche Sportbund als Leiter der Abteilung Wissenschaft und Bildung nach Frankfurt/Main, bevor er ab 1982 die genannten Generalsekretärs-Positionen übernahm. Bei den Olympischen Spielen 1972 in München leitete er das Büro Willi Daumes, des Präsidenten des Organisationskomitees. Von 1971 bis 2003 war er einer der Redakteure der Vierteljahresschrift "Sportwissenschaft", 2001/2 Gastdozent an der European Business-School (EBS) in Oestrich-Winkel, vorher, in seiner Berufszeit, auch an den Universitäten Frankfurt/Main, Heidelberg und Tübingen.
Er ist seit 1960 verheiratet und hat vier Kinder und vier Enkel. Seit 1983 lebt er mit seiner Frau in Liederbach am Taunus.

## Wissenschaftliche Arbeit
Norbert Wolf hat sich nicht nur organisatorisch, sondern auch durch wissenschaftliche Publikationen hervorgetan. Sein Interesse galt dabei dem Schulsport, den Verbänden mit besonderer Aufgabenstellung, Sport für Menschen mit Behinderung. Er setzte sich zudem für die Seminare der Arbeitskreise Kirche und Sport ein.

## Weitere Ehrenämter
Im Tischtennis war Norbert Wolf schon als Primaner Kreiswart von Nordfriesland (1952/53), dann Bezirksjugendwart von Ostwestfalen-Lippe (1962–1965), später Mitglied des Technical Committee der International Table Tennis Federation (ITTF), des Tischtennis-Weltverbands (1986–1990). Im Universitätssport war er Sportreferent der Uni Marburg (1958–1960), Vizepräsident (1959/60) des Allgemeinen Deutschen Hochschulsportverbands (ADH) und dessen "Disziplinchef" Tischtennis (1965–1975); als Delegierter für Tischtennis leitete er von 1984 bis 2002 die Technical Commission Table Tennis der Federation Internationale du Sport Universitaire (FISU), des Weltverbands des Universitätssports. Während seiner hauptamtlichen DTTB-Zeit (1982–1990) war Wolf Mitglied des Wissenschaftlichen Beirats des DSB.

## Trivia
Seit 1946 bis heute spielt Norbert Wolf in Vereinen Tischtennis, u. a. beim VfL 1860 Marburg in der Oberliga Südwest, der damals (1956) höchsten deutschen Spielklasse. Er holte zahlreiche Kreis- und Bezirksmeister-Titel sowie zweite und dritte Plätze bei Landes- und Regionalmeisterschaften von den Jugend- bis zu den Seniorenklassen. 1955 stand er mit der Marburger Unimannschaft im Finale der Deutschen Hochschulmeisterschaften.
Am Schauspielhaus Frankfurt wirkte er von 2003 bis 2006 als Nebendarsteller (1. Kammerdiener) in 48 Aufführungen von Georg Büchners "Leonce und Lena" mit. Seit 2012 leitet er den Literaturkreis im Kulturring seines Heimatorts Liederbach. Er schreibt "Gelegenheitslyrik"; zwei seiner Gedichte, Kontrafakturen zu klassischen Gedichten, erschienen 2011/12 in der Wochenzeitung DIE ZEIT.

## Auszeichnungen
- Deutsches Sportabzeichen in Gold (30-mal)
- Goldene Spielernadel des Hessischen Tischtennis-Verbands (HTTV)

## Publikationen (u.a.)
- Motivation im Breitensport. In. Motivation im Sport. Schorndorf 1971
- The Role of Sports Sciences. In: Man and Sport. München 1972
- Dokumente zum Schulsport (Hrsg.). Schorndorf 1974
- Sportlehrerausbildung – Analyse und Reform (Mitautor). Frankfurt/Main 1975
- Die Schulsport-Politik des Deutschen Sportbundes – Entwicklung und Tendenzen. In: Ursachen der Schulsport-Misere in Deutschland. London 1979
- Sport an beruflichen Schulen – seine Bedeutung für den Freizeitsport. In: Sport an berufsbildenden Schulen. Schorndorf 1981
- Die strukturelle und inhaltliche Entwicklung des Schulsports von 1945 bis zur Gegenwart. In: Handbuch Sport, Band 1. Düsseldorf 1984
- Kosten des Wettkampfsystems. In: Die Zukunft des Sports. Schorndorf 1986
- Fairness und Sport. In: Fair Play und der Kampf gegen Gewalt im Sport. Sankt Augustin 1998
- Funktionär/Funktionärsethos. In: Lexikon der Ethik im Sport. Schorndorf 1998
- Partner für eine bewegte Kindheit (Hrsg. – mit Lorenz Peiffer). Celle 2000